# Cold Tongue
Cold Tongue (deutsch etwa Kältezunge/Kälteband) ist ein Begriff aus der Ozeanographie. Die Studie, unter der der Begriff erstmals auftauchte, behandelte Stellen im Ozean, die sich von der üblichen Erwärmung der Ozeane unterschied. Vereinzelte Stellen im Pazifischen Ozean erwärmten sich langsamer als der Rest oder kühlten sogar ab. Die sich abkühlenden Stellen bezeichnet man als Cold Tongues. Das Phänomen wurde bereits 1997 von Yuan Zhang et al. beobachtet.

## Ursachen
Die Studienlage ermöglicht bisher keine wissenschaftlich fundierte Antwort auf die Frage nach der Ursache des Phänomens. Mojib Latif nannte in seiner Studie mehrere Erklärungen, von denen aber bislang keine belegt werden konnte. Aerosole könnten die Abkühlung zwar gewissermaßen erklären, jedoch gibt es bislang keine Studie, die die Menge der Aerosole in diesem Gebiet gemessen hat, wodurch sich diese Theorie nicht verifizieren lässt. Allerdings ist sie als unwahrscheinlich einzustufen, da es in der Nähe keine Emissionen von Aerosolen gibt, und Aerosole sich nicht gleichmäßig in der Atmosphäre verteilen. Eine andere Theorie besagt, dass die Ursache in der Pazifischen Dekaden-Oszillation (PDO) zu suchen sei. Da der Verlauf der Kältebänder und der Fokus der PDO sich jedoch unterscheiden, macht diese Diskrepanz diese Theorie ebenfalls äußerst unwahrscheinlich.
Als am wahrscheinlichsten gilt derzeit die Hypothese, dass Passatwinde zu dem Kälteband führen. Für diese Annahme spricht die Tatsache, dass Passatwinde zumindest viele Einflüsse auf die Meeresoberflächentemperatur haben. Es zeigen sich Anomalien in der Meeresoberflächentemperatur, die mit Wärmeflussänderungen der Winde korrelieren.

## Verlauf
Die Cold Tongues erstrecken sich vom westlichen Nordamerika in südwestlicher Richtung bis zum zentralen äquatorialen Pazifik. Ein ähnliches Band, das sich zentral jedoch abkühlt, wird südlich des Äquators beschrieben, während über dem westlichen tropischen Pazifik eine ausgeprägte Erwärmung der Meeresoberflächentemperatur erläutert wird.